# Agnes Palmisano

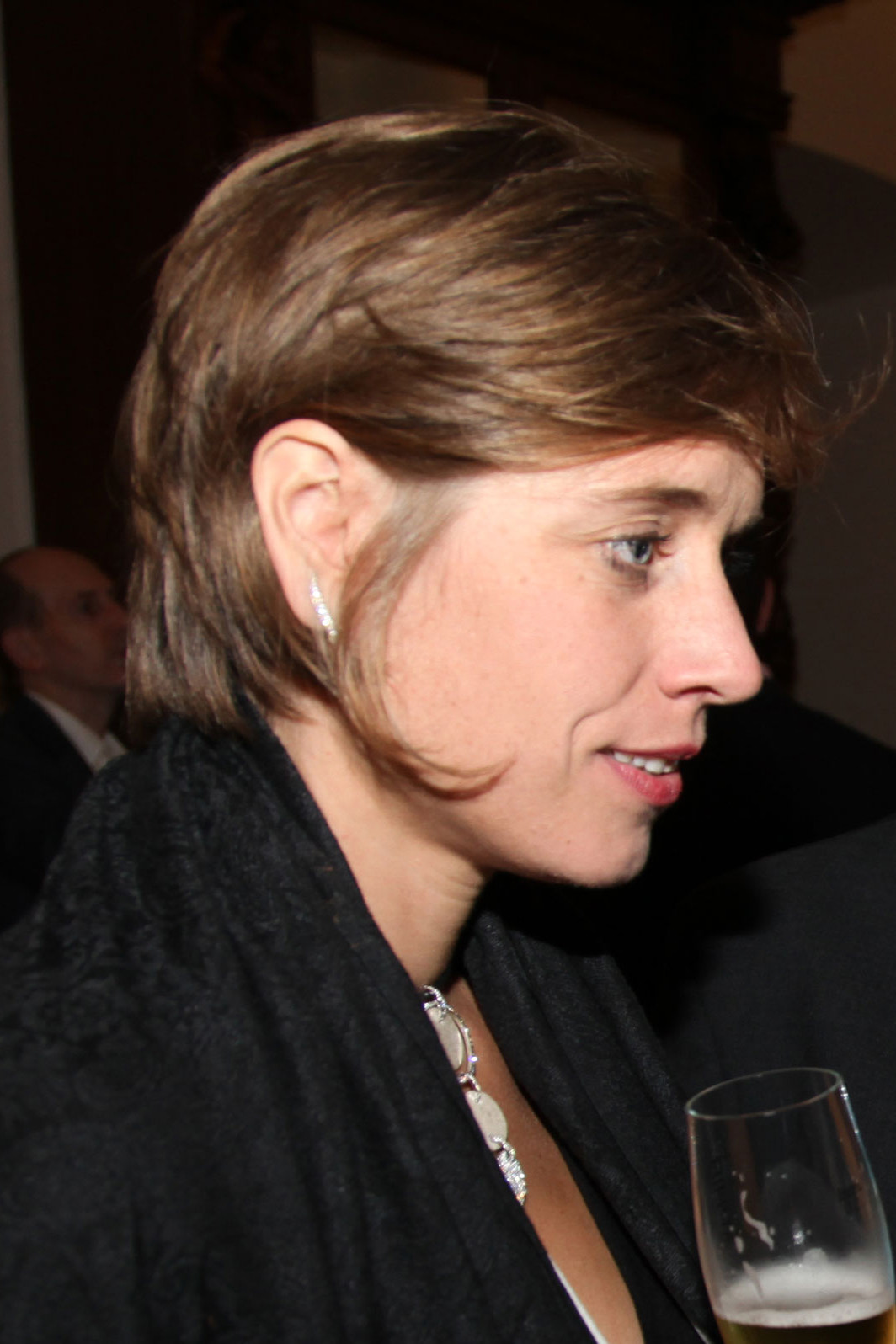
Agnes Palmisano 2010

Agnes Palmisano (* 27. November 1974 in Wien) ist eine österreichische Musikerin im Genre des Wiener Dudlers.

## Leben
Agnes Palmisano ist die Tochter einer Pinzgauerin und eines Kärntner Slowenen. Sie wuchs in Wöllersdorf und in Moskau, wo ihr Vater Österreichischer Militärattaché war, auf. Nach der Matura in Wiener Neustadt machte sie die Ausbildung zur Sonderschullehrerin. An der Universität für Musik und darstellende Kunst Wien studierte sie von 1997 bis 2005 Gesang mit den Schwerpunkten Musiktheater und Ensembleleitung und absolvierte einen Lehrgang für Atmung und Bewegung. Meisterkurse besuchte sie auch u. a. bei Kurt Widmer, Andrea Mellis und Gerhard Kahry. Schauspielkurse belegte sie bei Stephan Perdekamp, Robyn Lee und Justus Neumann. Standardtanz, Volkstanz, Modern Jazz und Improvisation gehörten ebenso zur Ausbildung.
Palmisano ist mit Matthias Hengl, dem Betreiber des Grinzinger Weinguts und Heurigen Hengl-Haselbrunner, verheiratet und hat zwei Kinder.

## Wirken
Im Jahr 2002 hatte Palmisano ihre erste Begegnung mit dem Wiener Dudler, einer Musikrichtung, in der sie im Laufe der Jahre zur führenden Interpretin und Expertin heranwuchs und die 2010 in das Verzeichnis des immateriellen Weltkulturerbes aufgenommen wurde. Ihre Partner waren unter anderem Karl Hodina, Walther Soyka, Roland Neuwirth, Trude Mally, Kurt Girk und Gerhard Bronner.
Auftritte absolvierte sie bereits in ganz Europa, Südamerika und Asien. Auch im ORF war sie in der Fernsehsendung Mei liabste Weis zu hören. Sie wirkte unter anderem bei Produktionen der Oper Dortmund, des Wiener Burgtheaters und der Wiener Volksoper mit.
2010–2012 unterrichtete sie an der Musikuniversität Wien integrative Musikdidaktik, basierend auf ihren integrativen und inklusiven Musiktheaterprojekten. Seit 2020 ist sie Dozentin für Wienerlied an der Musik und Kunst Privatuniversität der Stadt Wien (MUK). 
Im Pandemiejahr 2020 gründete sie den Verein Wiener Liedkunst, zur Förderung, Weiterentwicklung und Sichtbarmachung von Wiener Musik. Jeden Dienstag spielt die „Wiener Szene“ beim Heurigen Hengl-Haselbrunner auf, mehrere Sendungen pro Jahr werden für das Fernsehformat „Wiener Liedkunst“ aufgezeichnet und auf W24 und ORF 3 ausgestrahlt.

## Diskografie
- 2004: Gemeinsam mit Roland Sulzer und Peter Havlicek: Wienerley
- 2006: Gemeinsam mit Roland Sulzer und Peter Havlicek: Wiener Halbwelten
- 2010: mit VIENNART: Übern Semmering
- 2011: mit KLEZMER RELOADED: Mahler Reloaded
- 2012: im Agnes Palmisano Trio: Die wahre Liebe…
- 2013: mit der Pianistin Clara Frühstück die Ersteinspielung der Lieder von Walter Deutsch/Emil Breisach Halt es fest das Leben
- 2015: im Agnes Palmisano Trio und mit Freunden: Wean und schdeam
- 2018: mit Agnes Palmisano Trio, den Oberösterreichischen Concert-Schrammeln, Klezmer reloaded, Paul Gulda und Matthias Bartolomey: In mein Heazz
- 2021: In Finstan
- 2024: Dudel Diva Koloraturjodler und Dudler aus drei Jahrhunderten